# Craigellachie
Craigellachie är en by i Moray i Skottland. Byn är belägen 3 km 
från Charlestown of Aberlour. Orten har 422 invånare (2001).